# Дивиченко, Николай Иванович
Диви́ченко Никола́й Ива́нович (1922 — 20 декабря 1942) — советский военный лётчик командир экипажа 221-й Бомбардировочной дивизии, направил подбитый Ил-4 на колонну автоцистерн с горючим.

## Великая Отечественная война
Экипаж под командованием Николая Дивиченко, на юго-западном фронте во время налета на вражеский аэродром Марьевка, расположенный в 12 километрах от Россоши, повторил подвиг Николая Гастелло — горящий бомбардировщик был направлен на скопление бензоцистерн и вражеских самолётов. 11 июля 1942 года по случайности трое человек из экипажа остались в живых, и через несколько после возвращения в полк они продолжили воевать. Дивиченко погиб в бою 20 декабря 1942 года. О подвиге экипажа Николая Дивиченко были сообщения в Совинформбюро, писали в газетах, стихи. За мужество и героизм, проявленные при защите станицы Обливской, благодарные потомки назвали одну из главных улиц в станице именем летчика Николая Дивиченко.

## Память
- В 1985 году был установлен героический образ командира экипажа в бронзовом бюсте.
- В октябре 1968 года одна из улиц в Обливской названа именем летчика Николая Дивиченко.
- Установлен памятник при въезде в станицу Обливскую в районе лесхоза

## Награды
- Орден Красного Знамени (9 августа 1942)